# Équithérapie dans l'autisme
Pour des articles plus généraux, voir Équithérapie et Autisme.
Vous lisez un « bon article » labellisé en 2016.
L′équithérapie dans l'autisme est une intervention pour les personnes en situation d'autisme, faisant appel à un cheval ou à un poney médiateur. Une séance peut se dérouler à pied ou à dos de cheval. Figurant parmi les rares zoothérapies qui font l'objet d'études régulières sur leur efficacité, l'équithérapie constitue aussi la plus populaire des zoothérapies en autisme.
L'effet du contact avec des chevaux sur les personnes autistes est longtemps connu de façon parcellaire, à travers des témoignages isolés, tels celui de Temple Grandin, docteure en zootechnie, dans son autobiographie Ma vie d'autiste en 1986. L'équithérapie est popularisée par le livre et le film L'enfant cheval, en 2009, dont l'auteur décrit les progrès de son fils autiste pendant un voyage en Mongolie. Depuis 2005, différentes études ont porté sur l'efficacité de cette intervention, passée du statut de thérapie « controversée » à celui de thérapie « prometteuse » en 2007. L'application de l'équithérapie aux personnes autistes étant récente, ces études restent peu nombreuses.
L'équithérapie permet des réductions cliniquement significatives du handicap dans les domaines de la communication, de la perception, de l'attention et de la régulation des émotions. Elle accroît la volonté, réduit l'hyperactivité et améliore l'intégration sensorielle des personnes autistes. La communauté scientifique s'accorde en 2016 pour conclure qu'elle est la plus efficace des zoothérapies accessibles aux personnes autistes. Faisant appel à un animal capable de répondre aux besoins particuliers, elle n'est toutefois pas adaptée à l’ensemble des personnes autistes. De plus, les séances restent relativement onéreuses, et mobilisent de nombreuses ressources humaines.

## Définition

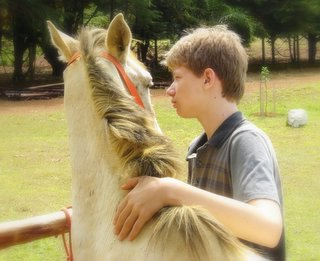
Régulation des désordres émotionnels.

Le cheval est l'animal pionnier des zoothérapies, constituant de loin l'animal le plus utilisé dans ce type d'interventions. Parallèlement, l'équithérapie constitue la zoothérapie la plus populaire parmi les interventions en autisme.
Cette intervention est décrite et conçue comme un soin, et non pas un loisir ou un apprentissage de l'équitation adapté aux personnes autistes. Son objectif est d'offrir une aide thérapeutique. Le cheval devient un médiateur entre la personne autiste et son intervenant,. Dans l'idéal, une séance d'équithérapie doit être menée par un ou plusieurs thérapeutes formés, disposant à la fois de solides compétences équestres et d'une expérience dans l'accompagnement des personnes en situation de handicap.

### Domaines thérapeutiques concernés
L'équithérapie agit sur les plans neuromusculaires, relationnels, perceptifs, attentionnels et émotionnels. Le cheval stimule divers domaines : la communication (rire, parole…), la relation aux autres, le comportement moteur, l’attention, la planification des actions, la conscience du corps, la confiance en soi, la détente, la régulation émotionnelle et le partage des émotions. La relation avec le cheval est très « sensuelle », chargée d'odeurs, de contacts et de sensations diverses, faisant de la séance d'équithérapie une expérience multisensorielle. La stimulation kinesthésique offerte par le cheval est unique au sein des zoothérapies accessibles aux personnes autistes, puisque le cheval (ou le poney) est le seul animal médiateur pouvant l'offrir.

### Proximité entre le cheval et la personne autiste

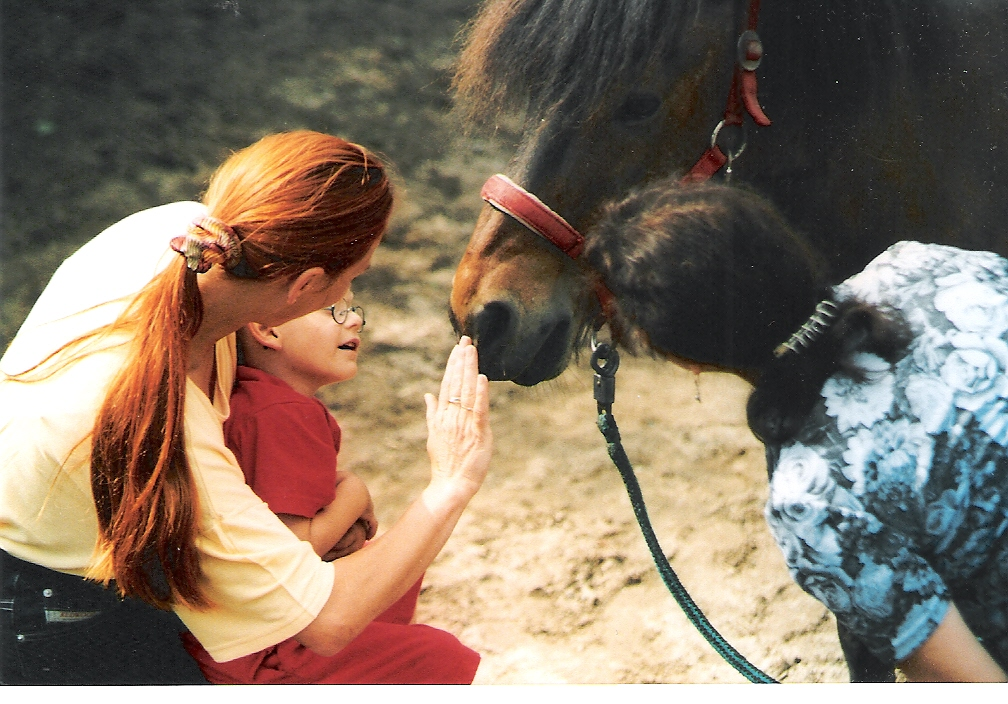
Contact entre un enfant et un cheval.

L'« équicienne » française Isabelle Claude estime que le comportement des personnes autistes est proche sur certains points de celui du cheval, notamment en ce qui concerne la perception sensorielle, la sensibilité tactile, le besoin olfactif et l'attention accordée à des détails et à des micro-signaux. Elle ajoute que la personne autiste a, comme le cheval, l'habitude d’extérioriser ses états émotionnels, tout particulièrement ses colères. L'ASBL Anthe-Anthesis (Association nationale belge de thérapie avec le cheval) rapproche également la perception des personnes autistes de celle du cheval, dans la mesure où tous deux se situeraient dans « le monde du sentir ».
Temple Grandin, une professeure universitaire américaine et autiste, rapproche le comportement de l'enfant autiste de celui d'un cheval sauvage en cours d'apprivoisement : la réaction au toucher et la manière de les approcher sont d'après elle très semblables. Par ailleurs, dans son ouvrage L'interprète des animaux (traduit en français en 2006), elle rapproche le mode de conscience et de pensée des animaux de celui d'une personne autiste dite « savante », affirmant que le langage parlé n'est pas nécessaire à la pensée, et que les chevaux, entre autres animaux, utilisent une pensée en images similaire à celle de certaines personnes autistes.
Dans sa thèse de psychologie (université Rennes-II, 2010), Marine Grandgeorge note que les enfants autistes sont généralement spontanément plus intéressés par les images d'animaux, dont celles de chevaux, que par les images d'objets.

## Histoire
Depuis la fin du XXe siècle, des témoignages concordants mais isolés évoquent les bienfaits que des personnes autistes tirent du contact avec le cheval. Temple Grandin témoigne avoir passé beaucoup de temps à observer les chevaux et les vaches depuis son enfance. Elle pratique l'équitation dans les années 1960, constatant que ces grands animaux sont souvent maltraités par ignorance. La monte et le contact avec le cheval calment ses angoisses et son hyperactivité, elle témoigne notamment que le galop lui procure un apaisement. En France, plusieurs thérapeutes s'occupent d'enfants autistes avec des chevaux ou des poneys médiateurs, dont Isabelle Claude depuis les années 1980 en Lorraine, Claudine Pelletier-Milet dans son centre équestre de La Chapelle-Montligeon depuis 1999, et Isabelle Chaveneau à Sevrey. En 1989, D. Athy relate le cas d'un cheval réformé des courses et récupéré par un centre d'accueil pour enfants autistes. En donnant des soins à l'animal et en le montant, ces derniers auraient vu leurs symptômes diminuer. En parallèle, le cheval est redevenu performant et a couru de nouveau en course hippique, ses gains servant à financer le centre, notamment l'achat d'autres chevaux de thérapie pour les enfants autistes.
L'Américaine Hana May Brown publie un témoignage à propos d'une enfant autiste non verbale accueillie dans son centre d'équitation thérapeutique à Houston, qui a commencé à parler et réalisé des progrès tels que sa scolarisation est devenue possible. Des témoignages concordants la poussent à présenter officiellement l'équitation comme une option thérapeutique valable pour les enfants autistes, en 1994. En 1995-1996, Charlotte Daubrée observe cinq enfants avec autisme dans le cadre de sa thèse de doctorat vétérinaire, à Clermont-Ferrand. Ce travail permet l'observation de réels progrès, mais reste parcellaire, l’effectif étant, de plus, beaucoup trop faible pour en tirer une conclusion.

### Buzz deL'Enfant-Cheval
En 2009, le livre autobiographique L'Enfant cheval paraît aux États-Unis. Ce best-seller inspire un film. Un père de famille américain, Rupert Isaacson, y témoigne que seul le contact avec sa vieille jument calme Rowan, son fils autiste. Il part en Mongolie avec lui et raconte l'établissement d'une communication avec son enfant grâce au cheval, au voyage, et au chamanisme. Depuis, d'après lui, Rowan ne « souffre plus des dysfonctionnements liés à son trouble ». Ce livre est traduit vers de nombreuses langues, dont le français. Il constitue un « plaidoyer convaincant pour l'équithérapie »,, et motive des parents à essayer cette intervention. Isaacson n'utilise pas le mot remède (cure, en anglais), mais parle de « récupération » et de « guérison » (recovery et healing). Les articles de presse parus à l'occasion de la sortie du livre et du film posent la question de savoir si la compagnie d'un cheval peut aider tous les enfants autistes. Depuis, Isaacson a développé une méthode d'aide aux enfants autistes par le contact avec le cheval, au Texas. Il présente cette méthode dans plusieurs pays, dont la France, expliquant qu'un contact étroit avec le cheval calme les troubles sensoriels.

« Plusieurs enfants ont réalisé des progrès capitaux au cours de leur passage, certains prononçant même leurs premiers mots à dos de cheval, à la stupéfaction de leurs parents. »

Commentant le buzz autour de L'Enfant cheval, le médecin pédiatre Paul A. Offit met en garde en raison du manque d'études sur l'efficacité d'un contact avec le cheval, et de la tentation de dépenser de grosses sommes dans des thérapies inefficaces et mal encadrées.

### Premières évaluations scientifiques
En 2005, il n'existait aucune littérature scientifique à propos de cette intervention, ce qui ne permettait pas à la communauté scientifique de se prononcer sur son efficacité. En 2008, la pédiatre Lisa A. Kurtz liste l'hippothérapie parmi les thérapies « controversées », précisant toutefois que quelques publications vont dans le sens d'une efficacité en tant que thérapie complémentaire. De même, la Dr vétérinaire française Laurence Duval-Desnoes estime dans sa thèse, publiée en 2008, que « très peu de preuves véritablement scientifiques montrent aujourd’hui les effets bénéfiques qu’une personne autiste peut tirer d’un contact avec un animal. Il s’agit le plus souvent de constatations, de faits isolés ».
Les premières évaluations scientifiques auprès du public autiste paraissent en 2008 et 2009. D'après un article publié dans The Guardian en février 2012, un nombre croissant de professionnels de santé reconnaît l'efficacité de l'équithérapie pour aider les personnes autistes. D'après la pédopsychiatre française Dr Laurence Hameury, du CHRU de Tours (2017), « les thérapies incluant la médiation animale sont actuellement en plein développement et leurs bénéfices sont reconnus et validés par des études scientifiques évaluant les résultats ».

## Accessibilité et pratiques
En France, 79,7 % des 232 structures de zoothérapie recensées dans ce pays proposent des interventions auprès des enfants autistes en faisant appel au cheval ou au poney, en 2014. En 2016, cette intervention est décrite comme étant en pleine expansion dans ce pays. En 2018, une femme indienne est venue se former en France pour développer l'équithérapie auprès du public autiste en Inde. 
D'après les recommandations françaises de la Haute Autorité de santé et de l'Agence nationale de l'évaluation et de la qualité des établissements et services sociaux et médico-sociaux (en 2012) « les activités réalisées avec les animaux ne peuvent être considérées, en l’état des connaissances, comme thérapeutiques, mais constituent des pratiques qui peuvent participer à l’épanouissement personnel et social de certains enfants/adolescents avec TED, selon leurs centres d’intérêt, s’ils bénéficient d’un accompagnement spécifique ».

## Déroulement

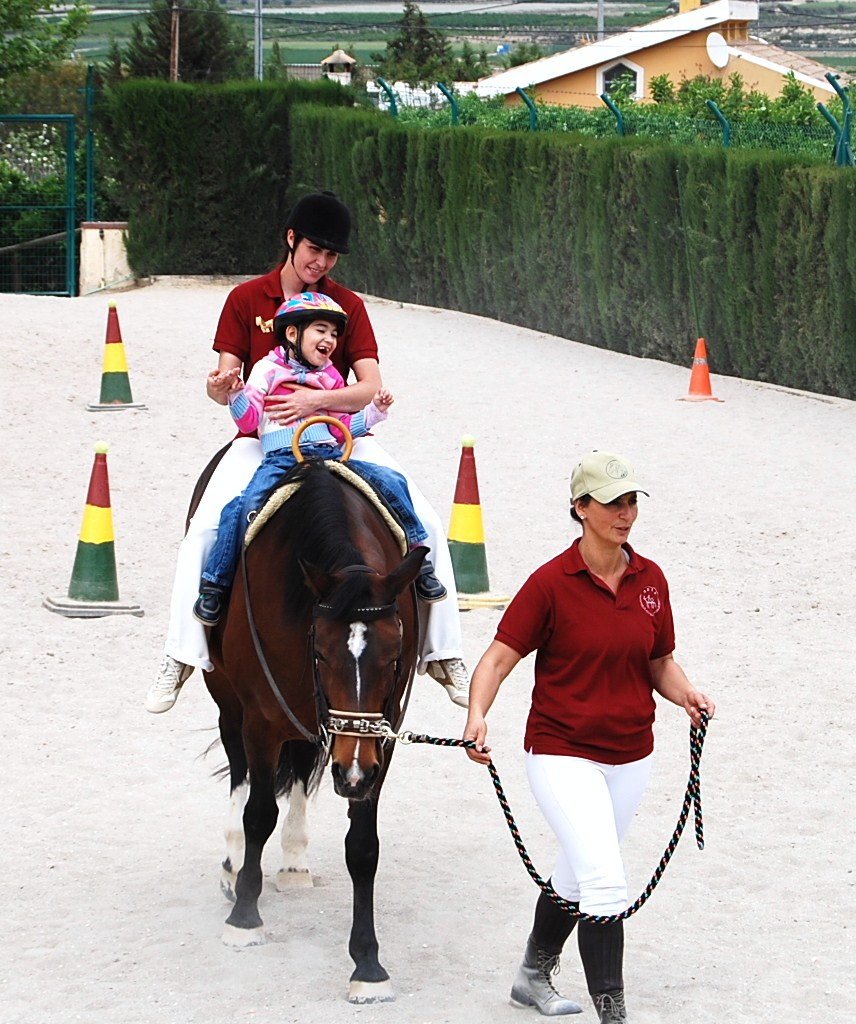
Interaction avec le cheval pendant une séance d'équithérapie montée.

Une séance d'équithérapie peut concerner divers troubles ou handicaps. Il existe aussi des sessions entièrement adaptées aux besoins particuliers des personnes autistes. Claudine Pelletier-Milet constate que les séances pour enfants avec des poneys s'effectuent dans une ambiance joyeuse et relaxée. Ces séances peuvent se dérouler à pied ou à dos de cheval. La notion d'équithérapie recouvre ces deux types d'interventions. Bon nombre de personnes autistes parviennent à développer des compétences de cavaliers assez avancées au cours de leurs séances, si bien que les dernières s'apparentent souvent davantage à des cours d'équitation classiques qu'à des prises en charge thérapeutiques. Une séance est aussi l'occasion de partager des connaissances autour du cheval.
D'après Isabelle Claude, les séances concernent le plus souvent des enfants autistes « déficitaires » (non-verbaux ou ayant de nombreux troubles du comportement) en raison de la forte demande des familles et des professionnels de la santé, et beaucoup plus rarement les personnes autistes dites « Asperger ». L'Américaine Linda Kohanov utilise une « grille d'interprétation des messages émotionnels » lorsqu'elle travaille avec des adultes Asperger. Claudine Pelletier-Milet encourage ses patients à s'ancrer dans l'instant présent, et à transcrire les émotions qu'ils ressentent par des mots.

### Séances à pied
Les séances d'équithérapie commencent très généralement à pied, et loin de l'animal. La personne autiste crée ensuite un pont émotionnel avec l'animal en le toilettant et en le touchant. Les séances à pied permettent de travailler sur la cognition, l'attention et les compétences sociales. Sandrine Willems raconte avoir été témoin d'un cas où un enfant autiste incapable de se laver seul a appris à le faire, vraisemblablement en toilettant son cheval lors des séances d'équithérapie à pied.

### Séances montées
Lors des séances montées, le mouvement du cheval permet de travailler sur la mobilité. Elles peuvent mobiliser le thérapeute et jusqu'à trois autres personnes pour une intervention individuelle : une personne pour guider le cheval, le thérapeute pour faire bouger le cavalier et lui donner des instructions, deux personnes sur les côtés du cheval pour prévenir les chutes consécutives aux pertes d'équilibre.

## Avantages et inconvénients
Cette zoothérapie fait appel à un animal qui partage déjà une longue histoire commune avec l'être humain. Le psycho-pédagogue Jean-Pierre Juhel conseille le cheval pour toutes les personnes autistes, y compris celles diagnostiquées avec un syndrome d'Asperger. Alors que les enfants autistes ont un contact difficile avec leurs pairs et les adultes, ils acceptent et recherchent facilement un contact avec le cheval. La personne autiste témoigne généralement ressentir un profond bien-être lors de ces séances. D'après le témoignage d'Amélie Tsaag Valren, le cadre thérapeutique n'est pas obligatoire pour ressentir des bienfaits en la présence de chevaux. Un contact tactile avec ces animaux (voire leur simple observation) peut suffire pour remédier à l'anxiété qu'expérimentent souvent les personnes autistes. En revanche, le collectif EgaliTED (France) se montre hostile à cette intervention, qu'il classe parmi les « soins psychiques », en la qualifiant de « poney pompeusement rebaptisé « équithérapie » ».

### Avantages
D'après Merope Pavlides, parmi les interventions en autisme, l'équithérapie présente de nombreux avantages et peu d'inconvénients. L'efficacité du contact avec le cheval repose en grande partie sur son absence de jugement de la personne qui le côtoie. La présence du cheval crée une sensation de confiance, tandis que les relations humaines créent du stress, par peur d'être jugé. La thérapeute Claudine Pelletier-Milet estime que l'efficacité du cheval comme partenaire thérapeutique provient en grande partie du fait qu'il ne parle pas, n'effectue aucun jugement, n'est pas intrusif et n'a aucune exigence : elle le décrit comme un animal « simple, honnête et cohérent ». Dans leur ouvrage consacré aux approches comportementales de l'autisme, Ron Leaf, John McEachin et Mitchell Taubman estiment qu'« établir un contact avec un animal massif, comme le cheval, et le manœuvrer avec succès, apporte un sentiment d'accomplissement pour l'individu », bien qu'ils ajoutent que les données manquent pour confirmer tout cela. L'instinct grégaire du cheval fait que ces animaux ont une tendance naturelle à se suivre, ce qui évite d'avoir à les tenir en permanence. Temple Grandin met l'accent sur les mouvements  du cheval, qui créent un déséquilibre que la personne autiste doit compenser, entraînant un travail sur la tenue du corps.
Laurence Duval-Desnoes souligne que la taille du cheval « permet de travailler avec des sujets dont les réactions sont imprévisibles, qui peuvent devenir violents et frapper l’animal ; en effet, il est rare qu’un enfant ou même qu’un adulte fasse mal à un cheval, à mains nues », d'autant plus que les animaux choisis pour la thérapie le sont généralement pour leur tempérament calme. Elle ajoute que la position des yeux du cheval, très écartés l'un de l'autre, peut être rassurante pour les personnes autistes, qui n'aiment pas être approchées et regardées frontalement. L'association belge Anthesis met l'accent sur les facultés du cheval à décrypter le langage du corps, et sa sensibilité à l'intonation de la voix. Cela constitue « un potentiel thérapeutique important pour le travail avec les enfants autistes ».

### Limites et inconvénients
Le contact avec le cheval présente des limites. Temple Grandin avoue « douloureusement » que son observation puis sa compréhension du ressenti des animaux ne lui ont été d'aucune aide pour mieux comprendre les relations humaines. En outre, le souci du détail que démontrent les personnes autistes non déficitaires peut entraîner une colère voire une régression si un changement intervient dans le déroulement de la séance d'équithérapie. Une autre difficulté réside dans le coût de cette intervention, qui est l'une des plus onéreuses parmi les thérapies proposées aux personnes autistes. Aux États-Unis, ce coût est d'environ 5 000 dollars par an et par personne.
La très grande taille d'un cheval peut provoquer une angoisse chez la personne, « dès lors qu’il faut s’en approcher ou qu’il faut monter dessus ». Il existe un risque de coups, de chutes ou d’infection de plaie dans le cadre du travail thérapeutique avec l'animal, de même qu'un risque d'allergie (fréquent) ou de zoonose (très peu de cas rapportés). Dans quelques cas, la présence de l'animal peut générer des troubles du comportement humain : une phobie, un « attachement excessif », une vulnérabilité à la mort de l'animal. Le cheval peut lui-même expérimenter du stress à cause des incohérences comportementales de la personne prise en charge, voire être victime de maltraitances.
En France, cette pratique n'est pas réglementée, le seul métier enregistré étant celui d'équicien. Cela entraîne des risques de dérives.

## Évaluations scientifiques de l'efficacité
L'évaluation scientifique standardisée de l'équithérapie appliquée à l'autisme se heurte à des problèmes d’hétérogénéité des troubles du spectre de l'autisme, et à l'impossibilité d'évaluer des échantillons suffisamment nombreux du fait de contraintes matérielles. Aussi, les études menées présentent des faiblesses méthodologiques. Sur l'échelle de validation scientifique des thérapies complémentaires pour l'autisme établie par Gardner T. Umbarger en 2007, distinguant thérapies recommandées, prometteuses, émergentes et non recommandées, l'équithérapie est considérée comme « prometteuse », signifiant qu'au moins 4 études de qualité acceptable et 2 de grande qualité en évaluent alors les résultats. Une recension de la littérature scientifique a été consacrée à la zoothérapie auprès des personnes autistes en 2012. Elle a permis de conclure à des résultats positifs à l'unanimité malgré les faiblesses des études, ce qui met en évidence une nécessité de poursuivre ces recherches de manière plus rigoureuse.
Les premières évaluations ont été menées sur un public d'enfants handicapés varié. Il faut attendre 2008 pour que l'Américaine Alexandra Dingman publie la première étude consacrée au cas particulier d'enfants autistes mis en relation avec des chevaux. En 2009, 19 enfants avec TSA et 15 enfants témoins ont été suivis pendant 12 semaines. La conclusion est que « les enfants autistes exposés à l'équithérapie présentaient une plus grande recherche sensorielle, de la sensibilité sensorielle, de la motivation sociale, et moins d'inattention, de distraction, et de comportements sédentaires ». Des recherches menées sur 16 enfants âgés de 2 à 14 ans bénéficiant d'une séance d'équithérapie par semaine pendant 10 semaines, au Texas, ont débouché sur une « amélioration significative » et sur la même conclusion, en 2010. Une étude publiée la même année porte sur 60 enfants suivis pendant 20 semaines. Ils montrent de meilleures maîtrises motrices et intégrations sensorielles.
En 2011 est publiée une étude portant sur 24 enfants avec TSA, évalués suivant une grille de sévérité globale des symptômes de l'autisme. Elle en conclut que ces « résultats suggèrent que les enfants atteints de TSA tirent des bénéfices des activités équestres assistées ». En 2012, une étude préliminaire a porté sur 42 participants diagnostiqués avec un trouble du spectre de l'autisme, âgés de 6 à 16 ans, pendant leurs 10 leçons hebdomadaires, avec 16 témoins. Ils ont montré des « améliorations significatives sur les mesures de l'irritabilité, de la léthargie, des comportements stéréotypés, de l'hyperactivité, des capacités d'expression du langage, de la motricité, et des compétences de planification motrices et verbales », de même que des « améliorations significatives dans les comportements d'auto-régulation ». L'étude suggère que ces améliorations sont liées à l'équithérapie, et que le mouvement créé par l'animal entraîne un effet positif sur la motricité. 
En 2013, l’American Occupational Therapy Association étudie six enfants avec TSA âgés de 5 à 12 ans pendant 12 séances d'équithérapie de 45 minutes chacune. Elle en conclut que l'équithérapie a une influence positive sur les enfants avec TSA, et peut être un outil thérapeutique utile pour cette population. Le balancement postural a diminué de manière significative post-intervention. Des améliorations importantes ont aussi été observées dans les comportements adaptatifs globaux, la demande de loisirs et les interactions sociales.
Les recherches menées à l'université de Washington en 2014 concluent également que l'équithérapie « peut améliorer de manière significative l'équilibre, la réactivité sociale et d'autres événements de la vie ». Pour combler le manque d'études comparatives, 13 enfants avec TSA participent à 9 semaines d'équithérapie, et sont comparés à 12 enfants pris en charge par des programmes sociaux non-équins. Les parents notent une amélioration physique, émotionnelle et sociale significative chez leur enfant après les 6 premières semaines, supérieure à celle des enfants qui participent au programme non-équin.
Une étude menée sur six enfants suivis à Joué-lès-Tours en France a permis de déterminer une « nette amélioration dès la première séance », tant en ce qui concerne la communication que le développement, la régulation motrice, émotionnelle et perceptrice. Les enfants semblent apaisés, prennent conscience de l'effet de leurs actions sur le poney, et recherchent les interactions. Un programme de 16 semaines a porté sur la volonté de trois enfants autistes, révélant une augmentation de cette volonté au fil du temps. Ces preuves préliminaires montrent que « l'amélioration de la volonté peut être un avantage important et sous-estimé de l'équithérapie pour les enfants autistes ». Le potentiel de l'équithérapie pour les femmes pourrait être lui aussi sous-évalué, dans la mesure où de nombreuses filles et femmes avec Asperger ont le cheval pour domaine d'intérêt spécial, mais sont dissuadées de pratiquer l'équitation dans un centre équestre à cause des relations sociales avec les autres filles ou adolescentes. L'équitation est en effet notoirement davantage pratiquée par des filles, qui recherchent davantage le contact avec des animaux que les garçons.
En 2016, d'après une recension de la littérature scientifique disponible, il y a consensus pour voir dans l'équithérapie la zoothérapie la plus utile aux personnes autistes. 
L'équithérapie n'est peut-être pas efficace pour toutes les personnes autistes. Lors d'une étude sur quatre enfants en Bosnie-Herzégovine, seuls deux d'entre eux en ont retiré des effets positifs. De même, dans les domaines de la motricité fine, de la cognition sociale et de la conscience sociale, la recherche n'a pour le moment (2011) démontré aucun résultat significatif.

#### Publications académiques
- [Aldridge Jr 2012] (en) Roy Lee Aldridge Jr, « The Effects of Hippotherapy on Motor Performance in an Individual with Autism », Arkansas State University, 2012
- [Beiger et Jean 2011] François Beiger et Aurélie Jean, Autisme et zoothérapie : Communication et apprentissages par la médiation animale, Dunod, coll. « Santé Social », 2011, 176 p. (ISBN 978-2-10-056561-0, lire en ligne).
- [Caillarec-Chassé et Vidament 2018] Claire Caillerec-Chassé et Marianne Vidament, La médiation équine : qu'en pensent les scientifiques ?, Institut français du cheval et de l'équitation, septembre 2018 (ISBN 2-915250-63-4, OCLC 1079984845, lire en ligne).
- [Claude 2015] Isabelle Claude, Le cheval médiateur, Éditions Belin, 13 octobre 2015, 191 p. (ISBN 978-2-7011-9389-2, OCLC 930301844). .
- [Duval-Desnoes 2008] Laurence, Françoise Duval-Desnoes, L'Animal peut-il aider l'individu autiste ? État des lieux de l'intervention animale dans la prise en charge de l'autisme en France, Thèse de doctorat vétérinaire - École nationale vétérinaire d'Alfort, 2008 (lire en ligne)
- [Grandgeorges 2010] Marine Grandgeorge, Le lien à l'animal permet-il une récupération sociale et cognitive chez l'enfant avec autisme ?, Thèse de psychologie. Université Rennes 2, 2010 (lire en ligne)
- [Hameury 2017] Laurence Hameury, L'enfant autiste en thérapie avec le cheval : Un soin complémentaire validé par la recherche, Saint-Denis, Connaissances et Savoirs - Publibook, 2017, 98 p. (ISBN 978-2-7539-0457-6 et 2-7539-0457-X, lire en ligne)
- [Juhel et Hérault 2003] Jean-Charles Juhel et Guy Hérault, « L'équithérapie », dans La personne autiste et le syndrome d'Asperger, Presses Université Laval, 2003, 311 p. (ISBN 9782763779225, présentation en ligne), p. 217-218
- [Martin 2007] Brigitte Martin, Une pratique de la thérapie avec le cheval auprès d'enfants autistes : une aventure à cheval sur les chemins de l'individuation, Mémoire de Psychomotricité à l'Université de Paris 6, UFR de médecine Pierre et Marie Curie, 2007
- [Pavlides 2008] (en) Merope Pavlides (préf. Temple Grandin), « Therapeutic riding », dans Animal-assisted Interventions for Individuals with Autism, Jessica Kingsley Publishers, 2008 (ISBN 9781846427954).
- [Pelletier-Milet 2010] Claudine Pelletier-Milet, Poneys et chevaux au secours de l'autisme, Paris, Belin, coll. « Pédagogie », 24 août 2010, 191 p. (ISBN 978-2-7011-5271-4)
- [Pelletier-Milet 2012] (en) Claudine Pelletier-Milet (trad. David Walser), Riding on the Autism Spectrum : How Horses Open New Doors for Children with ASD : One Teacher's Experiences Using EAAT to Instill Confidence and Promote Independence, Trafalgar Square Books, 2012, 188 p. (ISBN 978-1-57076-574-2, lire en ligne).
- [Philippe 2014] Claire Philippe, Intervention de l'animal dans le cadre de la prise en charge des enfants avec TED par les structures médico-sociales en France métropolitaine : état des lieux et propositions, Thèse d'exercice, Médecine vétérinaire, Ecole Nationale Vétérinaire de Toulouse - ENVT, 2014, 407 p. (lire en ligne)

#### Articles de recherche
- [Anderson et Meints 2016] (en) Sophie Anderson et Kerstin Meints, « Brief Report: The Effects of Equine-Assisted Activities on the Social Functioning in Children and Adolescents with Autism Spectrum Disorder », Journal of Autism and Developmental Disorders, vol. 46, no 10,‎ octobre 2016, p. 3344–3352 (ISSN 0162-3257 et 1573-3432, PMID 27457363, PMCID PMC5040734, DOI 10.1007/s10803-016-2869-3, lire en ligne, consulté le 16 août 2019)
- [Chen et al. 2022] (en) Shihui Chen, Yanjie Zhang, Mengxian Zhao et Xiru Du, « Effects of Therapeutic Horseback-Riding Program on Social and Communication Skills in Children with Autism Spectrum Disorder: A Systematic Review and Meta-Analysis », International Journal of Environmental Research and Public Health, vol. 19, no 21,‎ 4 novembre 2022, p. 14449 (ISSN 1660-4601, PMID 36361327, PMCID 9655675, DOI 10.3390/ijerph192114449, lire en ligne, consulté le 18 avril 2025)
- [Bass, Duchowny et Llabre 2009] (en) Margaret M. Bass, Catherine A. Duchowny et Maria M. Llabre, « The effect of therapeutic horseback riding on social functioning in children with autism », Journal of Autism and Developmental Disorders, vol. 39, no 9,‎ septembre 2009, p. 1261-1267 (ISSN 1573-3432, DOI 10.1007/s10803-009-0734-3, lire en ligne).
- [Borgi et al. 2016] (en) Marta Borgi, Dafne Loliva, Stefania Cerino et Flavia Chiarotti, « Effectiveness of a Standardized Equine-Assisted Therapy Program for Children with Autism Spectrum Disorder », Journal of Autism and Developmental Disorders, vol. 46, no 1,‎ janvier 2016, p. 1–9 (ISSN 0162-3257 et 1573-3432, DOI 10.1007/s10803-015-2530-6, lire en ligne, consulté le 16 août 2019)
- [Gabriels et al 2012] Robin L. Gabriels, John A. Agnew, Katherine D. Holt et Amy Shoffner, « Pilot study measuring the effects of therapeutic horseback riding on school-age children and adolescents with autism spectrum disorders », Research in Autism Spectrum Disorders, vol. 6,‎ avril 2012, p. 578-588 (DOI 10.1016/j.rasd.2011.09.007, lire en ligne, consulté le 25 octobre 2015).
- [Gabriels et al. 2015] (en) Robin L. Gabriels, Zhaoxing Pan, Briar Dechant et John A. Agnew, « Randomized Controlled Trial of Therapeutic Horseback Riding in Children and Adolescents With Autism Spectrum Disorder », Journal of the American Academy of Child & Adolescent Psychiatry, vol. 54, no 7,‎ juillet 2015, p. 541–549 (PMID 26088658, PMCID PMC4475278, DOI 10.1016/j.jaac.2015.04.007, lire en ligne, consulté le 16 août 2019)
- [Hameury et al 2010] L. Hameury, P. Delavous, B. Teste, C. Leroy et J.-C. Gaboriau, « Équithérapie et autisme », Annales Médico-Psychologiques, Revue Psychiatrique, Elsevier Masson, vol. 168, no 9,‎ 2010, p. 655-659 (DOI doi:10.1016/j.amp.2009.12.019, lire en ligne)
- [Lanning et al. 2014] (en) Beth A. Lanning, Margaret E. Matyastik Baier, Julie Ivey-Hatz, Nancy Krenek et Jack D. Tubbs, « Effects of Equine Assisted Activities on Autism Spectrum Disorder », Journal of Autism and Developmental Disorders, vol. 44,‎ 14 février 2014, p. 1897–1907 (ISSN 0162-3257 et 1573-3432, DOI 10.1007/s10803-014-2062-5, lire en ligne, consulté le 29 mars 2016).
- [Lorin de Reure 2009] A. Lorin de Reure, chap. 4 « Enfants autistes en thérapie avec le poney : échelles d’évaluation et approches clinique et éthologique concernant les domaines relationnels, émotionnels et la communication », dans Neuropsychiatrie de l’enfance et de l’adolescence, vol. 57, 2009 (ISSN 0222-9617).
- [O'Haire 2012] (en) Marguerite E. O’Haire, « Animal-Assisted Intervention for Autism Spectrum Disorder: A Systematic Literature Review », Journal of Autism and Developmental Disorders, vol. 43,‎ 5 novembre 2012, p. 1606-1622 (ISSN 0162-3257 et 1573-3432, DOI 10.1007/s10803-012-1707-5, lire en ligne, consulté le 26 octobre 2015).
- [Xiao et al. 2023] (en) Ningkun Xiao, Khyber Shinwari, Sergey Kiselev et Xinlin Huang, « Effects of Equine-Assisted Activities and Therapies for Individuals with Autism Spectrum Disorder: Systematic Review and Meta-Analysis », International Journal of Environmental Research and Public Health, vol. 20, no 3,‎ 1er février 2023, p. 2630 (ISSN 1660-4601, PMID 36767996, PMCID 9915993, DOI 10.3390/ijerph20032630, lire en ligne, consulté le 18 avril 2025)

#### Témoignages
- [Brown 1996] (en) Hana May Brown, « "Intrusion" and Interaction Therapy for Riders with Autism », NARHA Strides magazine, vol. 2, no 3,‎ juillet 1996 (lire en ligne).
- [Isaacson 2011] Rupert Isaacson (trad. de l'anglais par Esther Ménévis), L'enfant cheval : La quête d'un père aux confins du monde pour guérir son fils autiste, Paris, J'ai lu, 31 décembre 2011, 413 p. (ISBN 978-2-290-02899-5)